# 佐洛哈什哈吉
佐洛哈什哈吉，是匈牙利佐洛州所辖的一个村，总面积12.13平方公里，总人口379，人口密度31.2人/平方公里（2010年1月1日）。